# Van Morrison
Van Morrison, volledige naam Sir George Ivan Morrison (Bloomfield, Belfast, 31 augustus 1945) is een Noord-Ierse zanger en muzikant die deel uitmaakt van de zogenoemde Belfast Blues. Hij is zanger-tekstschrijver maar ook gitarist en soms speelt hij de harmonica of de saxofoon.
Op 13 juni 2015 werd zijn verheffing in de Britse adelstand bekendgemaakt, zodat hij zich "Sir Van" mag laten noemen.

## Levensloop

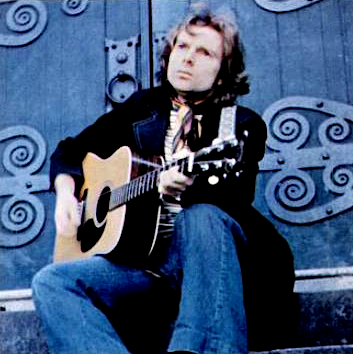
Van Morrison in 1972

George Ivan Morrison werd geboren op 31 augustus 1945, op 125 Hyndford Street, Bloomfield, Belfast, Noord-Ierland, als enig kind van George Morrison, een elektricien op een scheepswerf, en Violet Morrison (née Stitt), die in haar jeugd zangeres en tapdanseres was geweest. Van Morrison kreeg tenorsaxofoon- en bladmuzieklessen van jazzmuzikant George Cassidy, die Morrison zag als een "grote inspiratiebron". Ze werden vrienden en hij groeide ook samen met hem op in Hyndford Street, op nummer 49.
Al vroeg in zijn jeugd komt hij veel met muziek in aanraking: zijn vader verzamelt Amerikaanse jazz en zijn moeder is zangeres.
Op zijn 12e treedt Van Morrison toe tot de band Deannie Sands and the Javelins, twee jaar later volgen de R&B-band The Monarchs, waarin hij de jazzsaxofonist is. Na een tijdje met The Monarchs getoerd te hebben, voegt Morrison zich eind 1963 bij de band the Gamblers, waarin ook gitarist Billy Harrison, bassist Alan Henderson, toetsenist Eric Wrixon en drummer Ronnie Millings speelden. In het voorjaar van 1964 vertrok de band naar Londen, waar een platencontract wordt getekend. De naam wordt bij die gelegenheid veranderd in Them, om verwarring met een andere groep The Gamblers te vermijden.
De eerste single verschijnt in augustus 1964 (Don't start crying now) en blijft vrijwel onopgemerkt. Hierna volgt de tweede plaat Baby, Please Don't Go (december 1964), die na een aarzelend begin een top 10-hit wordt. Andere hits volgen Here comes the night en Gloria, een compositie van Morrison zelf. De band biedt de zanger aanvankelijk alle gelegenheid zich te ontplooien, maar door zijn uitgesproken karakter krijgt Morrison ook conflicten. Een daarvan leidt tot het vertrek van Harrison, terwijl ook andere leden van de groep een voor een opstappen. In een heel nieuwe bezetting, waarin alleen Henderson terugkeert, wordt de lp Them Again opgenomen, waarna Morrison in 1966 zelf uit de band stapt.
De Amerikaanse producer van Them, Bert Berns ziet dan mogelijkheden voor een solocarrière en contracteerde hem voor zijn platenlabel Bang. Uit de eerste sessies hiervoor dateert ook een van Van Morrisons bekendste nummers: Brown eyed girl. Het succes van dit nummer leidt er dan ook toe dat Bang direct ook Morrisons eerste soloalbum uitbrengt: Blowin' your mind! (1967).
Na de dood van Berns treedt Morrison een jaar lang niet op. Met zijn nieuwe werk stapt hij over naar Warner Records, en in 1968 wordt het album Astral Weeks uitgebracht. Dit album wordt door velen gezien als zijn beste plaat.
Met de musici met wie Morrison werkte (onder meer Miles Davis' bassist Richard Davis en Modern Jazz Quartet drummer Connie Kay) creëerde hij een unieke mengeling van blues, soul and gospel, zonder ooit tot de standaarduitingen van die stijlen te vervallen. De kritieken waren uitermate lovend, de verkoopcijfers echter bleven achter.
Morrison verandert wat van stijl, zijn werk krijgt wat meer country-invloeden, wat terug te horen is op de albums Moondance (1970), His band and the street choir (1970) en Tupelo honey (1971). Van elk van deze albums kwamen ook succesvolle singles uit.
De muziek van Van Morrison blijft zich ontwikkelen, eerst komen er wat soul-invloeden in Saint Dominic's preview (1973), later in de jaren zeventig wordt het meer de r&b (A period of transition, 1977).
Tussen 1980 en 1983 woont Morrison in een flat in het Deense Vanløse met zijn vriendin Ulla Munch. In het album Beautiful Vision uit 1982 is het lied Vanlose Stairway een eerbetoon aan die tijd. Het nummer wordt onderdeel van het repertoire tijdens live-concerten.
De jaren tachtig staan voor Morrison in het teken van het mysticisme. Het samengaan van liefde en religie is een steeds terugkerend thema in zijn teksten. Een speciaal experiment is de samenwerking met de The Chieftains in 1987: Van Morrison gaat op zoek naar de Ierse wortels van zijn muziek. Het resultaat is Irish heartbeat.
Met het uitbrengen van zijn verzamelde hits in 1990 krijgt zijn carrière weer een zet, met als gevolg dat er in de jaren negentig tot aan nu toe nog steeds nieuwe muziek van Van Morrison uitkomt.
In februari 1994 krijgt Van Morrison de BRIT Award voor zijn bijzondere bijdrage aan de muziek.
Morrison blijft zich doorontwikkelen, het in 1998 uitgebrachte The philosopher's stone is een bijzondere compilatie van nog niet eerder uitgebracht materiaal. Back on top is eveneens een succes, en de enthousiaste inzet van zijn nieuwe platenmaatschappij (Virgin Records) maakt dat dit in jaren zijn commercieel gezien meest succesvolle album wordt.
In 2003 wordt What's wrong with this picture? uitgebracht voor het jazzlabel Blue Note Records.
Legendarisch is de afkeer die Van Morrison heeft van de pers en de critici.
Zijn weelderige muziek lijkt rechtstreeks in tegenspraak met zijn kortaffe manieren, maar toch heeft hij samengewerkt met de meest uiteenlopende musici, van Tom Jones (voor wie hij een serie nummers schreef in 1991) en Cliff Richard (duet in 1989) tot B.B. King (duet in 1998) en Lonnie Donegan, The Band (in 1971 en 1976) en Cuby & the Blizzards in Nederland (1967).

## Discografie

### Albums
| Album met eventuele hitnotering(en) in de Nederlandse Album Top 100 | Datum van verschijnen | Datum van binnenkomst | Hoogste positie | Aantal weken | Opmerkingen                                                                            |
| ------------------------------------------------------------------- | --------------------- | --------------------- | --------------- | ------------ | -------------------------------------------------------------------------------------- |
| Blowin' your mind                                                   | 1967                  | -                     |                 |              |                                                                                        |
| Astral Weeks                                                        | 1968                  | -                     |                 |              |                                                                                        |
| Moondance                                                           | 1970                  | -                     |                 |              |                                                                                        |
| His band and the street choir                                       | 1970                  | 13 februari 1971      | 48              | 3            |                                                                                        |
| Tupelo honey                                                        | 1971                  | -                     |                 |              |                                                                                        |
| Saint Dominic's preview                                             | 1972                  | -                     |                 |              |                                                                                        |
| Hard nose the highway                                               | 1973                  | -                     |                 |              |                                                                                        |
| T.B.sheets                                                          | 1973                  | -                     |                 |              | special release, recorded 1967                                                         |
| It's too late to stop now                                           | 1974                  | -                     |                 |              | Livealbum                                                                              |
| Veedon fleece                                                       | 1974                  | 16 november 1974      | 43              | 3            |                                                                                        |
| A period of transition                                              | 1977                  | -                     |                 |              |                                                                                        |
| Wavelength                                                          | 1978                  | -                     |                 |              |                                                                                        |
| Into the music                                                      | 1979                  | -                     |                 |              |                                                                                        |
| Common one                                                          | 1980                  | 4 oktober 1980        | 28              | 5            |                                                                                        |
| Beautiful vision                                                    | 1982                  | 6 maart 1982          | 9               | 14           |                                                                                        |
| Inarticulate speech of the heart                                    | 1983                  | 26 maart 1983         | 22              | 8            |                                                                                        |
| Live At The Grand Opera House Belfast                               | 1984                  | 1 februari 1984       |                 |              | Livealbum                                                                              |
| A sense of wonder                                                   | 1985                  | 9 februari 1985       | 23              | 9            |                                                                                        |
| No guru, no method, no teacher                                      | 1986                  | 26 juli 1986          | 26              | 13           |                                                                                        |
| Poetic champions compose                                            | 1987                  | 12 september 1987     | 15              | 10           |                                                                                        |
| Irish heartbeat                                                     | 1988                  | 2 juli 1988           | 33              | 10           | met The Chieftains                                                                     |
| Avalon sunset                                                       | 1989                  | 10 juni 1989          | 4               | 30           |                                                                                        |
| The best Of Van Morrison                                            | 1990                  | 7 april 1990          | 12              | 17           | compilatie                                                                             |
| Enlightenment                                                       | 1990                  | 27 oktober 1990       | 20              | 7            |                                                                                        |
| Hymns to the silence                                                | 1991                  | 28 september 1991     | 26              | 9            |                                                                                        |
| The best Of Van Morrison Volume 2                                   | 1993                  | 6 maart 1993          | 39              | 7            | compilatie                                                                             |
| Too long in exile                                                   | 1993                  | 19 juni 1993          | 18              | 18           |                                                                                        |
| A night in San Francisco                                            | 1994                  | 28 mei 1994           | 34              | 7            | Livealbum                                                                              |
| Days like this (Ballads, blues, soul, funk & jazz)                  | 1995                  | 24 juni 1995          | 35              | 13           |                                                                                        |
| How long has this been going on                                     | 1996                  | -                     |                 |              |                                                                                        |
| Tell me something: The songs of Mose Allison                        | 1996                  | -                     |                 |              |                                                                                        |
| The healing game                                                    | 1997                  | 15 maart 1997         | 27              | 10           |                                                                                        |
| The philosopher's stone                                             | 1998                  | 27 juni 1998          | 65              | 5            | compilatie                                                                             |
| Back on top                                                         | 1999                  | 20 maart 1999         | 18              | 11           |                                                                                        |
| The skiffle sessions - Life in Belfast                              | 2000                  | 12 januari 2000       | 99              | 1            | Livealbum met Chris Barber en Lonnie Donegan                                           |
| You win again                                                       | 2000                  | 14 oktober 2000       | 94              | 3            | met Linda Gail Lewis                                                                   |
| Down the road                                                       | 2002                  | 25 mei 2002           | 13              | 15           |                                                                                        |
| What's wrong with this picture?                                     | 2003                  | 1 november 2003       | 13              | 15           |                                                                                        |
| Magic time                                                          | 2005                  | 21 mei 2005           | 10              | 16           |                                                                                        |
| Pay the devil                                                       | 2006                  | 11 maart 2006         | 31              | 8            |                                                                                        |
| Live at Austin City Limits Festival                                 | 2006                  | 15 september 2006     | -               | -            | Livealbum is alleen verkocht bij Amerikaanse concerten en via de Van Morrison website. |
| At the movies - Soundtrack hits                                     | 2007                  | 17 februari 2007      | 16              | 12           | compilatie                                                                             |
| The best of Van Morrison volume 3                                   | 2007                  | 16 juni 2007          | 89              | 2            | compilatie                                                                             |
| Still on top - The greatest hits                                    | 2007                  | 27 oktober 2007       | 25              | 24           | compilatie                                                                             |
| Keep it simple                                                      | 2008                  | 22 maart 2008         | 12              | 12           |                                                                                        |
| Astral Weeks: Live at the Hollywood Bowl                            | 10 februari 2009      | 14 februari 2009      | 31              | 10           | Livealbum                                                                              |
| Born To Sing: No Plan B                                             | 2012                  | 6 oktober 2012        | 20              | 1*           |                                                                                        |
| Duets: Re-working the Catalogue                                     | 2015                  | 16 maart 2015         | -               | -            |                                                                                        |
| Keep Me Singing                                                     | 2016                  | 30 september 2016     | -               | -            |                                                                                        |
| Roll with the punches                                               | 2017                  | 22 september 2017     | -               | -            |                                                                                        |
| Versatile                                                           | 2017                  | 1 december 2017       | -               | -            |                                                                                        |
| You're driving me crazy                                             | 2018                  | 27 april 2018         | -               | -            | met Joey DeFrancesco                                                                   |
| The prophet speaks                                                  | 2018                  | 7 december 2018       | -               | -            |                                                                                        |
| Three chords & the thruth                                           | 2019                  | 25 oktober 2019       | -               | -            |                                                                                        |
| Latest Record Project, Vol 1                                        | 2021                  | 07 mei 2021           | -               | -            |                                                                                        |
| What's It Gonna Take?                                               | 2022                  |                       | -               | -            |                                                                                        |
| Moving on Skiffle                                                   | 2023                  |                       | -               | -            |                                                                                        |
| Accentuate the Positive                                             | 2023                  |                       |                 |              |                                                                                        |
| Remembering Now                                                     | 2025                  |                       |                 |              |                                                                                        |

| Album met hitnotering(en) in de Vlaamse Ultratop 200 albums | Datum van verschijnen | Datum van binnenkomst | Hoogste positie | Aantal weken | Opmerkingen |
| ----------------------------------------------------------- | --------------------- | --------------------- | --------------- | ------------ | ----------- |
| Days like this (Ballads, blues, soul, funk & jazz)          | 1995                  | 1 juli 1995           | 23              | 5            |             |
| The healing game                                            | 1997                  | 22 maart 1997         | 42              | 3            |             |
| Back on top                                                 | 1999                  | 27 maart 1999         | 29              | 3            |             |
| Down the road                                               | 2002                  | 1 juni 2002           | 28              | 5            |             |
| What's wrong with this picture?                             | 2003                  | 1 november 2003       | 21              | 3            |             |
| Magic time                                                  | 2005                  | 28 mei 2005           | 28              | 7            |             |
| Pay the devil                                               | 2006                  | 18 maart 2006         | 58              | 3            |             |
| At the movies - Soundtrack hits                             | 2007                  | 24 februari 2007      | 70              | 3            | compilatie  |
| Still on top - The greatest hits                            | 2007                  | 10 november 2007      | 58              | 5            | compilatie  |
| Keep it simple                                              | 2008                  | 22 maart 2008         | 27              | 5            |             |
| Astral Weeks: Live at the Hollywood Bowl                    | 2009                  | 14 februari 2009      | 53              | 7            | Livealbum   |
| Born to sing: No plan B                                     | 2012                  | 6 oktober 2012        | 18              | 1*           |             |

### Singles
| Single met eventuele hitnotering(en) in de Nederlandse Top 40 | Datum van verschijnen | Datum van binnenkomst | Hoogste positie | Aantal weken | Opmerkingen                                                             |
| ------------------------------------------------------------- | --------------------- | --------------------- | --------------- | ------------ | ----------------------------------------------------------------------- |
| Brown eyed girl                                               |                       | 9 september 1967      | 16              | 7            |                                                                         |
| Crazy love / Come running                                     |                       | 2 mei 1970            | tip             | -            |                                                                         |
| Domino                                                        |                       | 2 januari 1971        | 26              | 4            |                                                                         |
| Spanish rose                                                  |                       | 6 maart 1971          | 22              | 4            |                                                                         |
| Blue money                                                    |                       | 27 maart 1971         | 23              | 3            |                                                                         |
| Wild night                                                    |                       | 20 november 1971      | 22              | 3            |                                                                         |
| Tupelo honey                                                  |                       | 15 januari 1972       | tip22           | -            |                                                                         |
| Bright side of the road                                       |                       | 22 september 1979     | tip17           | -            |                                                                         |
| Full force gale                                               |                       | 30 mei 1981           | tip28           | -            | met Ry Cooder                                                           |
| Have I told you lately                                        |                       | 22 juli 1989          | 11              | 9            | #14 in de Nationale Hitparade Top 100 / KRO Speciale Aanbieding Radio 3 |
| Orangefield                                                   |                       | 18 november 1989      | tip8            | -            |                                                                         |
| Gloria                                                        |                       | 26 juni 1993          | 32              | 3            | met John Lee Hooker                                                     |

| Single met hitnotering(en) in de Vlaamse Ultratop 50 | Datum van verschijnen | Datum van binnenkomst | Hoogste positie | Aantal weken | Opmerkingen              |
| ---------------------------------------------------- | --------------------- | --------------------- | --------------- | ------------ | ------------------------ |
| Have I told you lately                               | 1989                  | 12 augustus 1989      | 14              | 7            | #17 in de Radio 2 Top 30 |
| Open the door (to your heart)                        | 2012                  | 6 oktober 2012        | tip64           |              |                          |

### NPO Radio 2 Top 2000
| Nummers met noteringen in de NPO Radio 2 Top 2000 | '99  | '00  | '01 | '02 | '03 | '04 | '05 | '06 | '07 | '08 | '09 | '10 | '11 | '12  | '13  | '14  | '15  | '16  | '17  | '18  | '19  | '20  | '21  | '22  | '23  | '24  |
| ------------------------------------------------- | ---- | ---- | --- | --- | --- | --- | --- | --- | --- | --- | --- | --- | --- | ---- | ---- | ---- | ---- | ---- | ---- | ---- | ---- | ---- | ---- | ---- | ---- | ---- |
| Bright Side of the Road                           | 1071 | 2000 | 727 | 616 | 744 | 795 | 910 | 711 | 773 | 739 | 802 | 791 | 937 | 1062 | 1120 | 1228 | 1452 | 1856 | 1883 | -    | -    | -    | -    | -    | -    | -    |
| Brown Eyed Girl                                   | 276  | 216  | 257 | 179 | 178 | 171 | 167 | 167 | 193 | 161 | 211 | 232 | 224 | 288  | 274  | 291  | 331  | 283  | 276  | 370  | 336  | 371  | 397  | 432  | 501  | 558  |
| Have I Told You Lately                            | 226  | 297  | 154 | 134 | 105 | 130 | 108 | 110 | 77  | 99  | 110 | 123 | 143 | 248  | 245  | 267  | 326  | 381  | 431  | 535  | 579  | 578  | 605  | 645  | 735  | 779  |
| Into the Mystic                                   | -    | -    | -   | -   | -   | -   | -   | -   | -   | -   | -   | -   | -   | -    | -    | -    | -    | 1725 | 1640 | 1792 | 1704 | 1732 | 1733 | 1858 | 1841 | 1803 |
| Moondance                                         | -    | 617  | -   | 319 | 383 | 403 | 433 | 364 | 377 | 386 | 412 | 396 | 510 | 597  | 534  | 606  | 649  | 928  | 923  | 1207 | 1263 | 1240 | 1434 | 1560 | 1757 | 1824 |

1. ↑  Een '-' betekent dat het nummer niet was genoteerd en een vetgedrukt getal geeft de hoogste notering van een nummer aan.

### Dvd's
| Dvd's met hitnoteringen in de Nederlandse Music Top 30 | Datum van verschijnen | Datum van binnenkomst | Hoogste positie | Aantal weken | Opmerkingen |
| ------------------------------------------------------ | --------------------- | --------------------- | --------------- | ------------ | ----------- |
| Live at Montreux 1980/1974                             | 2006                  | 28 oktober 2006       | 6               | 43           |             |
| In concert                                             | 2018                  | 24 februari 2018      | 1(1wk)          | 6            |             |